# 孫義 (道光進士)
孙义（？—1861年），字朴堂，浙江仁和县（在今浙江省杭州市境）人，清朝官员、同進士出身。
道光九年（1829年），登進士。道光十一年（1831年），接替柯培元任福建永安县知县一职，道光十四年（1834年）由汪世清接任永安知县。官至福建仙游县知县。后来告老归乡。咸丰十一年（1861年），孙义于杭州城被太平军攻破后死。